# Dúo Karma
Dúo Karma es un dúo musical cubano fundado en 1999 por Xóchitl Galán (voz y percusión menor) y Rodolfo (Fito) Hernández (voz y guitarra). Son conocidos por compaginar varias disciplinas artísticas, a saber, la música popular, la canción infantil, la realización audiovisual y la literatura. Entre los premios a los que han optado cabe destacar los premios Carlos Gardel (nominación) y uno de los premios de la Organización Internacional para el Libro Juvenil (premiados).

## Reseña biográfica
Los músicos Xóchitl Galán Molinet (La Habana, 1979) y Rodolfo Hernández Estrada (La Habana, 1976) son graduados de los conservatorios de música Alejandro García Caturla y Félix Varela, ambos en La Habana, en las especialidades de canto y guitarra respectivamente.
En 1999, se unieron para crear Dúo Karma con el propósito de «fomentar una nueva canción cubana para niños y para adultos». Sus creaciones con guitarra, voces, e instrumentos de percusión como kalimba y caxixis, se conjugan con ritmos corporales y fusionan diversos géneros y sonoridades, manteniendo la música cubana como base de su obra artística.
En abril de 2006, junto a la trovadora cubana Rita del Prado, crearon La Guarandinga, un proyecto artístico dedicado la investigación, composición y montaje de canciones y juegos a partir de presentaciones y talleres de creación.
En 2012 formaron parte como teloneros de los dos conciertos del trovador Silvio Rodríguez en el pabellón Luna Park de Buenos Aires, Argentina.
Ambos músicos son miembros de la Unión de Escritores y Artistas de Cuba y forman parte del Centro Nacional de Música Popular.

## Críticas
Desde sus inicios, Dúo Karma ha recibido reseñas y críticas positivas en la prensa local y continental, entre otros siendo denominados "autores de uno de los repertorios más bellos para la infancia actual de Latinoamérica”.
Se ha manifestado que sus creaciones "recorren una variedad de ritmos caribeños propios de su cultura natal", y que se distinguen "por la delicadeza de sus textos y construcciones melódicas".
Acerca de La Guarandinga, el músico y escritor argentino Luis Pescetti afirmó que este proyecto "es uno de esos buenos caminos donde se pueden cultivar muchos valores, entre ellos, de identidad".

## Discografía

### En estudio
| Año  | Título                       | Discográfica                  |
| ---- | ---------------------------- | ----------------------------- |
| 2018 | Firmamento                   | Producciones "Mundo Sonajero" |
| 2013 | ¡Vámonos de viaje!           | Producciones "Mundo Sonajero" |
| 2012 | Mundo sonajero               | Producciones "Mundo Sonajero" |
| 2008 | En guarandinga por toda Cuba | Bis Music                     |

### En Vivo
| Año  | Título                                            | Discográfica                                 |
| ---- | ------------------------------------------------- | -------------------------------------------- |
| 2007 | Voz de las Aguas (Conciertos "A Guitarra Limpia") | Centro Cultural "Pablo de la Torriente Brau" |

### Participación en antologías
| Año  | Título                                                           | Discográfica                                 |
| ---- | ---------------------------------------------------------------- | -------------------------------------------- |
| 2010 | Una canción para Miguel                                          | Centro Cultural "Pablo de la Torriente Brau" |
| 2008 | Te doy una canción. (Antología de canciones de Silvio Rodríguez) | Centro Cultural "Pablo de la Torriente Brau" |
| 2006 | A Guitarra Limpia (Antología 5)                                  | Centro Cultural "Pablo de la Torriente Brau" |
| 2003 | Desde el umbral                                                  | EGREM                                        |
| 2003 | Acabo de soñar                                                   | EGREM                                        |
| 2003 | Generación X                                                     | Centro Cultural "Pablo de la Torriente Brau" |

## Libros publicados
| Año  | Título                         | Editorial                                  |
| ---- | ------------------------------ | ------------------------------------------ |
| 2020 | La Luna                        | Autor-Editor                               |
| 2018 | Firmamento                     | Autor-Editor                               |
| 2018 | Big Ben                        | Colección "Los Duraznos" de Pequeño Editor |
| 2017 | Te cuento del camino lo que vi | Colección "Los Duraznos" de Pequeño Editor |

## Premios y nominaciones
| Año  | Trabajo nominado                            | Premio                                                               | Categoría                                                   | Resultado        |
| ---- | ------------------------------------------- | -------------------------------------------------------------------- | ----------------------------------------------------------- | ---------------- |
| 2019 | Disco libro "Firmamento"                    | Premios Gardel                                                       | Mejor álbum de Música infantil                              | Nominado         |
| 2018 | Disco libro "Firmamento"                    | Premio Cubadisco                                                     | Música infantil y Diseño                                    | Ganador          |
| 2018 | "Big Ben"                                   | Premio ALIJA                                                         | Mejor libro para bebés                                      | Ganador          |
| 2017 | "Troque le troque" y "Soñando elevadamente" | Premios Lucas                                                        | Mejor vídeoclip                                             | Nominado         |
| 2016 | "Canto de ida y vuelta"                     | Premios Lucas                                                        | Mejor vídeoclip de Música Infantil                          | Ganador          |
| 2015 | "Big ben"                                   | Premios Lucas                                                        | Mejor vídeoclip de Música Infantil                          | Ganador          |
| 2014 | Álbum "¡Vámonos de viaje!"                  | Premio Cubadisco                                                     | Música Infantil                                             | Ganador          |
| 2013 | Álbum "Mundo Sonajero"                      | Premio Cubadisco                                                     | Trova-fusión                                                | Ganador          |
| 2012 | "La Ñáñara"                                 | Premios Lucas 2012                                                   | Mejor vídeoclip de Música Infantil, Ópera Prima y Animación | Ganador          |
| 2011 | "Mambo congrí"                              | Premios Lucas 2011                                                   | Mejor vídeoclip                                             | Ganador          |
| 2011 | "Mambo congrí"                              | Festival de Cine para niños y jóvenes "Nueva Mirada" de Buenos Aires | Animación                                                   | Mención Especial |
| 2010 | CD "En Guarandinga por toda Cuba"           | Premio Cubadisco                                                     | Gran Premio, Música infantil y Diseño                       | Ganador          |